# Trechaleidae
Trechaleidae zijn een familie van spinnen. De familie telt 18 beschreven geslachten en 104 soorten.

## Geslachten
- Amapalea Silva & Lise, 2006
- Barrisca Chamberlin & Ivie, 1936
- Caricelea Silva & Lise, 2007
- Demelodos Mello-Leitão, 1943
- Dossenus Simon, 1898
- Dyrines Simon, 1903
- Enna O. P.-Cambridge, 1897
- Heidrunea Brescovit & Höfer, 1994
- Hesydrus Simon, 1898
- Magnichela Silva & Lise, 2006
- Neoctenus Simon, 1897
- Paradossenus F. O. P.-Cambridge, 1903
- Paratrechalea Carico, 2005
- Rhoicinus Simon, 1898
- Shinobius Yaginuma, 1991
- Syntrechalea F. O. P.-Cambridge, 1902
- Trechalea Thorell, 1869
- Trechaleoides Carico, 2005

## Taxonomie
Voor een overzicht van de geslachten en soorten behorende tot de familie zie de lijst van Trechaleidae.